# Theodor Petræus
Theodor Petræus (født cirka 1630 i Flensborg, død 1672 i København) var en dansk orientalist, søn af en fattig borger, Peter Dirksen.
Efter at have gennemgået sin fødebys latinskole begav han sig til Leiden for der at studere orientalske sprog; han immatrikulerede ved universitetet her i december 1650, og i 1654 udgav han her, måske endnu lidt umoden, sammen med Johannes Georgius Nisselius, forskellige stykker af Bibelen på etiopisk, et sprog der efterhånden var begyndt at vække orientalisternes interesse.
Efter at han imidlertid havde erhvervet magistergraden og, som det angives, også besøgt andre universiteter, lykkedes det ham, ved anbefaling af generalsuperintendent i Flensborg Stephan Klotz (1606-1668), af Frederik 3. at få økonomisk støtte til en længere rejse i Orienten. De nærmere enkeltheder ved denne kendes ikke. Det må antages, at han har tiltrådt den 1655; i februar 1656 vides det, at han var i Rom. Derudover skal han, ofte under besværligheder og farer, have besøgt Grækenland, Syrien, Palæstina, særlig Jerusalem, og Ægypten, hvor han tilbragte et par år i Cairo, beskæftiget med studiet af arabisk, etiopisk, koptisk, persisk og armensk. Som et varigt udbytte af rejsen hjembragte han en værdifuld samling af håndskrifter på disse sprog.
Efter rejsen vendte han direkte tilbage til Leiden, kort før 23. marts 1660, hvor han igen immatrikulerede ved universitetet "humanitatis ergo". Tidspunktet for hans tilbagevenden støttes blandt andet af nogle antydninger om hans tilbagekomst i dedikationen foran hans udgave af profeten Jonas på etiopisk (1660). Det var hans hensigt her efterhånden at udgive de vigtigste af sine hjembragte håndskrifter; men kun forskellige mindre stykker på etiopisk med latinsk og til dels arabisk oversættelse fremkom i den nærmest følgende tid. Udgivelsen blev besørget dels af ham selv, dels af Nisselius.
Fra Holland begav han sig, formodentlig i 1662, til London, hvor han skal have tilbragt omkring to år under fortsatte studier og forberedelser til forskellige arbejder (bl.a. om koptisk), hvilke han dog ikke fik nogen særlig støtte til. Fra London tog han tilbage til Holland, hvor han formodentlig for tredje gang blev immatrikuleret i Leiden i juni 1664, "honoris ergo". I de følgende år opholdt han sig dels der, dels i Amsterdam, hvor han, efter at være kommet i forbindelse med en armensk gejstlig, skal have medvirket ved den store udgave af Bibelen på armensk, som udkom der 1666, og også selv 1666-67 udgav nogle ting på samme sprog. 1669 begav han sig til sin hjemstavn og derfra til København, hvor han døde i 1672.
Hans trykte arbejder har ikke haft stor betydning for videnskaben; men på grund af sin store lærdom nød han ikke ringe anseelse, hvorfor han også i sine sidste år skal have haft tilbud om universitetsansættelse dels fra kurfyrst Frederik Vilhelm den Store af Brandenburg-Preussen, dels i Kiel og København. Da han imidlertid var noget Misantropisk og sær, afslog han disse tilbud og vedblev med at leve som almindelig borger i relativ fattigdom. Han var gift med en hollænderinde, der sammen med to børn overlevede ham. Af hans efterladte orientalske håndskrifter solgte enken senere de fleste til Berlin, hvor i det mindste en del af dem endnu vides at være på Königlichen Bibliothek zu Berlin, medens andre blev spredt.